# Oostenrijkse Habsburgers
Met de Oostenrijkse Habsburgers wordt bedoeld de tak van het huis Habsburg die vanaf 1555 in personele unie heerste over het aartshertogdom Oostenrijk en een hele reeks andere vorstendommen. Vanaf 1715 hoorden daar ook een tiental Zuidelijke Nederlanden bij, van dan af Oostenrijkse Nederlanden genoemd. Men is dat geheel van landen de Habsburgse monarchie gaan noemen. 
Na de troonsafstand van keizer Karel V in 1555 werd het Habsburgse rijk gesplitst; zijn zoon Filips II kreeg de twee Spaanse koningskronen van Castilië en Aragón samen met de Zeventien Nederlandse provinciën, die tot het Rooms-Duitse keizerrijk behoorden; zijn broer Ferdinand kreeg de andere Duitse vorstendommen, waaronder het aartshertogdom Oostenrijk. Vanaf dat moment wordt een onderscheid gemaakt tussen de Spaanse Habsburgers en de Oostenrijkse Habsburgers. Ferdinand voegde door huwelijk aan zijn bezittingen ook Hongarije, inclusief Bohemen en Silezië, toe. Oostenrijkse Habsburgers werden ook telkens tot keizer gekozen: Ferdinand I, Maximiliaan II, Rudolf II, Matthias, Ferdinand II, Ferdinand III, Leopold I, Jozef I en Karel VI. 
Intussen was met de Vrede van Westfalen in 1648 de macht van de keizers ingeperkt maar hadden de Habsburgers wel hun zogenaamde hausmacht behouden, de heerschappij over meer dan dertig grote en kleine vorstendommen waarvan zij erfelijk de troon bezaten.
Na het uitsterven van de Spaanse tak in 1700 kon de Oostenrijkse tak nog een deel van de Spaanse bezittingen terugwinnen, daaronder in 1715 de Zuidelijke Nederlanden. 
Met het overlijden van keizer Karel VI in 1740 stierf ook de mannelijke tak van het Oostenrijkse huis uit. Vervolgens was Karel VII Albrecht de enige niet Habsburgse keizer. De dochter van Karel VI, Maria Theresia, erfde de hele Oostenrijks-Habsburgse hausmacht. Toen zij huwde met Frans Stefanus van Lotharingen noemde de dynastie zich op grond van de Pragmatieke Sanctie van 1713 Habsburg-Lotharingen. Deze tak regeerde verder over Oostenrijk en de andere vorstendommen en leverde verder van 1765 tot 1806 ook de (gekozen) keizers: Frans Stefanus, Jozef II, Leopold II en ten slotte Frans II. 